# Robert Silverberg
Pour les articles homonymes, voir Silverberg.
Œuvres principales
- L'Oreille interne
- Le Livre des crânes
- Les Monades urbaines
- L'Homme dans le labyrinthe
- Les Ailes de la nuit
- Cycle de Majipoor
- Roma Æterna

Robert Silverberg, né le 15 janvier 1935 à Brooklyn (New York), est un romancier et nouvelliste américain. Ses domaines de prédilection sont la science-fiction et la fantasy.

## Biographie et carrière littéraire

### Une jeunesse extrêmement prolifique
Robert Silverberg publie sa première nouvelle à 18 ans et son premier roman, Révolte sur Alpha C, à peine un an plus tard. Il se voit attribuer à 20 ans le prix Hugo de « l'auteur le plus prometteur ». Cette première consécration l'entraîne dans un travail considérable avec, en quelques années (période 1957-1959), l'écriture d'au moins 200 histoires courtes ou nouvelles et une dizaine de romans, la plupart alimentaires, sous de nombreux pseudonymes.
En 1958, la faillite de l'American News Company, le principal distributeur de pulps, entraîne dans sa chute un bon nombre de titres. Silverberg est obligé de se diversifier, et va s'essayer à des genres aussi divers que le western, les histoires de super-héros, et même des publications adultes, comme Le Sexe dans les armées, ou 1001 questions sur le sexe. Lors des années 1960, il publie ainsi près de 70 ouvrages sur des thèmes historiques ou archéologiques. Il devient aussi un mercenaire fiable pour toutes les revues ayant survécu, notamment grâce à l'entregent de Randall Garrett, auteur mineur mais qui est une plume de secours bien connue. On dit même que certaines années, à eux deux, ils ont signé, sous divers pseudonymes, la moitié de tout ce qui était publié.
Robert Silverberg est président de la Science Fiction and Fantasy Writers of America pendant les années 1967-1968.
Puis, au milieu des années 1960, Frederik Pohl, le rédacteur en chef de la revue Galaxy Science Fiction, lui propose un marché unique. Il achète tout ce que Silverberg lui proposera, à condition que celui-ci donne le meilleur de lui-même. S'il retombe dans ses travers de mercenaire de l'édition, le marché deviendra caduc. L'occasion est trop belle pour Silverberg, qui cherche depuis quelques années déjà à sortir de la spirale mercantile dans laquelle il était entré afin de prendre une retraite précoce. Il va mettre à profit cette période pour travailler style et thématiques, et livrer certains de ses meilleurs romans et nouvelles. Ainsi, il écrira L'Homme dans le labyrinthe (1968), au ton sombre et introspectif, L'Oreille interne (1972), où l'on suit David Selig, son héros qui constate avec des sentiments partagés la perte de ses dons télépathiques, et le célèbre Le Livre des crânes (aussi en 1972), qui obtient de nombreuses récompenses.

### Années 1970
Cependant, lassé du monde de l'édition qui prend une tournure mercantile qui ne lui plaît guère, Robert Silverberg, après la sortie du rageur L'Homme stochastique, annonce en 1975 qu'il prend sa retraite. Sortira sur un reliquat de contrat, en 1976, Shadrak dans la fournaise, un des premiers romans de science-fiction à mettre en scène un héros noir.
C'est une retraite bien occupée : il quitte New York pour San Francisco, se sépare de sa première femme et dirige plusieurs anthologies.

### Années 1980
En 1979, il revient sur sa décision et entame la rédaction du Cycle de Majipoor, œuvre située entre la fantasy et le space opera. Le roman inaugural, Le Château de Lord Valentin, est un immense succès, et reste à ce jour son livre le plus vendu. Ce cycle comprend sept romans écrits entre 1980 et 2002, augmenté d'un recueil de nouvelles en 2013, et s'il comporte moins d'originalité que ses ouvrages précédents, il possède par contre tous les ingrédients nécessaires à ce genre de saga, avec une étude détaillée des personnages et de leur environnement. Parallèlement, il écrit en 1985 Le Seigneur des ténèbres, une épopée africaine inspirée par son modèle littéraire de toujours, Joseph Conrad, ainsi que l'un des plus fameux romans de la fantasy, Gilgamesh, roi d'Ourouk, publié en 1989.

### Années 1990 et 2000
La décennie des années 1990 reste prolifique avec des ouvrages où la maîtrise technique du genre ne cache guère les priorités alimentaires. Toujours brillant anthologiste, Robert Silverberg participe à la composition de recueils tels que Légendes, Horizons lointains et Légendes de la fantasy.
Silverberg fait taire les critiques en 2003 avec la publication de Roma Æterna, une uchronie qui décrit à quoi ressemblerait notre monde si la chute de l'Empire romain n'avait pas eu lieu.
En 2004, l'association des Science Fiction and Fantasy Writers of America lui décerne le titre de Grand Master (“grand maître”), la plus haute distinction honorifique du genre. 
En France, la quasi-intégralité de ses nouvelles aurait dû paraître dans la collection Imagine dirigée par Jacques Chambon, mais le décès de ce dernier aura arrêté cette initiative au troisième volume. Néanmoins, le quatrième et ultime tome est finalement paru chez J'ai lu (directement en poche, donc) en septembre 2006 sous le titre Mon nom est Titan. C'est la première fois au monde que ses meilleures nouvelles sont ainsi rassemblées.

### Années 2010
En mai 2010, les éditions ActuSF publient dans la collection « Les Trois Souhaits » le roman court Les Vestiges de l'automne, qui clôt la trilogie ouverte avec À la fin de l'hiver et La Reine du printemps. On y retrouve aussi le synopsis du roman qui aurait dû achever la trilogie et qui est présenté en édition bilingue.
En 2012 paraît Le Dernier Chant d'Orphée, en 2014 Dernières nouvelles de Majipoor dernier tome du Cycle de Majipoor et en août 2015, Glissement vers le bleu (co-écrit avec Alvaro Zinos-Amaro).

### Vie privée
Marié en 1956 à Barbara Brown, le couple se sépare en 1976 et divorce en 1986. Silverberg se marie une seconde fois en 1987 avec Karen Haber, elle aussi auteure de science-fiction. Le couple habite San Francisco.

## Pseudonymes
Robert Silverberg a utilisé au cours de sa longue et chaotique carrière de nombreux pseudonymes. Citons parmi ceux-ci Ivar Jorgenson (sur plusieurs nouvelles et le roman Starhaven), Calvin M. Knox (sur des nouvelles et sur les romans The Plot Against Earth et An Asteroid is Missing), David Osborn (pour les romans Aliens from Space et Invisible Barriers) et Robert Randall, lors de collaborations avec son premier éditeur, Randall Garrett (notamment pour The Shrouded Planet).

## Récompenses
Robert Silverberg a reçu quatre fois le prix Hugo, cinq fois le prix Nebula et neuf fois le prix Locus.

## Œuvres

### Cycle de Majipoor
- Le Château de Lord Valentin, 1980 ((en) Lord Valentine's Castle, 1980)
- Chroniques de Majipoor, 1983 ((en) Majipoor Chronicles, 1982)
- Valentin de Majipoor, 1985 ((en) Valentin Pontifex, 1983)
- Les Montagnes de Majipoor, 1995 ((en) The Mountains of Majipoor, 1995)
- Les Sorciers de Majipoor, 1998 ((en) Sorcerers of Majipoor, 1996)
- Prestimion le Coronal, 2000 ((en) Lord Prestimion, 1999)
- Le Roi des rêves, 2002 ((en) King of Dreams, 2001)
- Dernières nouvelles de Majipoor, 2014 ((en) Tales of Majipoor, 2013) :
  - Le Bout du chemin, 2014 ((en) The End of the Line, 2011)Parue dans Fiction no 19 aux éditions Les Moutons électriques
  - Le Livre des changements, 2006 ((en) The Book of Changes, 2003)Parue dans l'anthologie Légendes de la fantasy no 2 aux éditions Pygmalion
  - La Tombe du Pontife Dvorn, 2014 ((en) The Tomb of the Pontifex Dvorn, 2003)
  - L'Apprenti en sorcellerie, 2008 ((en) The Sorceror's Apprentice, 2004)Parue dans la revue Bifrost no 49 aux éditions Le Bélial'
  - Heures sombres au Marché de minuit, 2014 ((en) Dark Times at the Midnight Market, 2010)
  - De la manière de tisser des sorts à Sippulgar, 2014 ((en) The Way They Wove the Spells in Sippulgar, 2009)
  - Le Septième Sanctuaire, 1999 ((en) The Seventh Shrine, 1998)Parue dans l'anthologie Légendes aux éditions 84

### Cycle de Gilgamesh
- Gilgamesh, roi d'Ourouk, 1990 ((en) Gilgamesh the King, 1984)
- Jusqu'aux portes de la vie, 1990 ((en) To the Land of the Living, 1989)

### Cycle du nouveau printemps
- À la fin de l'hiver, 1989 ((en) At Winter's End, 1988)
- La Reine du printemps, 1990 ((en) The New Springtime, 1990)
- Les Vestiges de l'automne, 2010 ((en) A Piece of the Great World, 2005)

### Romans indépendants
- Droit de vie et de mort, Fleuve noir, 1984 ((en) Master of Life and Death, 1957)
- Au temps pour l'espace, 1982 ((en) Starman's Quest, 1958)
- Opération Ganymede, 1983 ((en) Invaders from Earth, 1958)
- (en) Lesbian Love, Nightstand Books, 1960Sous le nom de Marlene Longman. Lesbian pulp fiction
- (en) Sin Girls, Nightstand Books, 1960Sous le nom de Marlene Longman. Lesbian pulp fiction
- La Semence de la Terre, Le Masque Science-fiction no 109, 1977 ((en) The Seed of Earth, 1962)
- Résurrections, Marabout Science-Fiction no 468, 1974 ((en) Recalled to Life, 1962)
- La Guerre du froid, 1974 ((en) Time of the Great Freeze, 1964)
- Les Conquérants de l'ombre, 1981 ((en) Conquerors from the Darkness, 1965)
- Un jeu cruel, J'ai lu no 800, 1977 ((en) Thorns, 1967)
- Le Chemin de l'espace, J'ai lu no 1434, 1983 ((en) To Open the Sky, 1967)
- La Porte des mondes, Robert Laffont, 1977 ((en) The Gate of Worlds, 1967)
- Les Déserteurs temporels, 1978 ((en) The Time-Hoppers, 1967)
- Les Masques du temps, 1970 ((en) The Masks of Time, 1968)
- Un milliard d'années plus tard..., Superlights, 1983 ((en) Across a Billion Years, 1968)
- Les Déportés du Cambrien, J'ai lu no 1650, 1978 ((en) Hawksbill Station, 1968)
- Les Guetteurs des étoiles, Pocket, Science-fiction no 5253, 1987 ((en) Those Who Watch, 1968)
- L'Homme dans le labyrinthe, J'ai lu no 495, 1970 ((en) The Man in the Maze, 1969)
- Les Temps parallèles, Marabout Science-Fiction no 592, 1976 ((en) Up the Line, 1969)
- Les Ailes de la nuit, J'ai lu no 585, 1975 ((en) Nightwings, 1969)
- Revivre encore, 1984 ((en) To Live Again, 1969)
- La Tour de verre, Anti-mondes no 2, 1972 ((en) Tower of Glass, 1970)
- Les Profondeurs de la Terre, 1972 ((en) Downward to the Earth, 1971)
- Le Temps des changements, Anti-mondes no 11, 1974 ((en) A Time of Changes, 1971)
- Le Fils de l'homme, 1972 ((en) Son of Man, 1971)
- Les Monades urbaines, Robert Laffont, coll. « Ailleurs et Demain », 1974 ((en) The World Inside, 1971)
- Le Livre des crânes, Collection Nebula, 1975 ((en) The Book of Skulls, 1972)
- L'Homme programmé, Collection Nebula no 13, 1976 ((en) The Second Trip, 1972)
- L'Oreille interne, J'ai lu no 1193, 1975 ((en) Dying Inside, 1972)
- Né avec les morts, Opta, Fiction no 258, 1975 ((en) Born with the Dead, 1974)
- L'Homme stochastique, J'ai lu no 1329, 1975 ((en) The Stochastic Man, 1975)
- Le Maître du hasard, 1975 ((en) The Stochastic Man, 1975)
- Shadrak dans la fournaise, J'ai lu no 2119, 1981 ((en) Shadrach in the Furnace, 1976)
- Retour, Denoël, 1984 ((en) Homefaring, 1983)
- Le Seigneur des ténèbres, 1985 ((en) Lord of Darkness, 1983)
- Tom O'Bedlam, Robert Laffont, coll. « Ailleurs et Demain », 1986 ((en) Tom O'Bedlam, 1985)
- Voile vers Byzance, Le Bélial', coll. « Une heure-lumière » no 60, 2025 ((en) Sailing to Byzantium, 1985), trad. Pierre-Paul Durastanti, 144 p.  (ISBN 978-2-38163-187-5)Préalablement paru dans l'anthologie Univers 1987, J'ai lu, 1987 puis puis dans le recueil de nouvelles  Voile vers Byzance, Flamarrion, 2003 - À paraître le 21 août 2025
- L'Étoile des Gitans, Robert Laffont, coll. « Ailleurs et Demain », 1987 ((en) Star of Gypsies, 1986)
- Opération pendule, 1991 ((en) Project Pendulum, 1987)
- La Saison des mutants, J'ai lu no 3021, 1991 ((en) The Mutant Season, 1989)En collaboration avec Karen Haber
- La Face des eaux, 1991 ((en) The Face of the Waters, 1991)
- Le Retour des ténèbres, 1991 ((en) Nightfall, 1990)À partir de la nouvelle Quand les ténèbres viendront (Nightfall) d'Isaac Asimov
- L'Enfant du temps, 1992 ((en) Child of Time, 1991)À partir de la nouvelle L'Affreux Petit Garçon (The Ugly Little Boy) d'Isaac Asimov
- Lettres de l'Atlantide, 1992 ((en) Letters from Atlantis, 1992)
- Les Royaumes du mur, 1993 ((en) Kingdoms of the Wall, 1992)
- Tout sauf un homme, 1993 ((en) The Bicentennial Man, 1993)À partir de la nouvelle L'Homme bicentenaire (The Bicentennial Man) d'Isaac Asimov
- Ciel brûlant de minuit, 1995 ((en) Hot Sky at Midnight, 1994)
- Starborne, J'ai lu no 4109, 1996 ((en) Starborne, 1995)
- Le Grand Silence, 1999 ((en) The Alien Years, 1998)
- Le Long Chemin du retour, 2003 ((en) The Longest Way Home, 2002)
- Roma Æterna, 2004 ((en) Roma Eterna, 2003)
- Le Dernier Chant d'Orphée, ActuSF, 2012 ((en) The Last Song of Orpheus, 2010)
- Glissement vers le bleu, ActuSF, coll. « Perles d'épice », 2015 ((en) When the Blue Shift Comes, 2012)Écrit avec Alvaro Zinos-Amaro.

### Recueils et anthologies
- Trips, Calmann-Lévy, coll. « Dimensions SF » no 23, 1976  (ISBN 2-7021-0168-2); réédité chez J'ai lu no 1068, 1980 et 1995 (ISBN 2-277-21068-4); réédité chez Presses Pocket no 5353, 1989  (ISBN 2-266-03180-5)
- Signaux du silence : Robert Silverberg, Casterman, coll. « Autres temps, autres mondes » no 27, 1979  (ISBN 2-203-22628-5)
- Le Livre d'Or de la science-fiction : Robert Silverberg, Presses Pocket no 5032, 1979  (ISBN 2-266-00597-9) réédité sous le titre Voir l'Invisible, Presses Pocket no 5032, coll. « Le Grand Temple de la S-F » en 1988  (ISBN 2-266-02713-1)
- La Fête de Saint-Dionysos, Jean-Claude Lattès, coll. « Titres/SF » no 24, 1980
- Les Chants de l'été, J'ai lu no 1392, 1982 et 1991  (ISBN 2-277-21392-6)
- Pavane au fil du temps, J'ai lu no 2631, 1989 et 1995  (ISBN 2-277-22631-9)
- Compagnons secrets, Denoël, coll. « Présence du futur » no 490, 1989  (ISBN 2-207-30490-6)
- L'Appel des ténèbres, Denoël, coll. « Présence du futur » no 518, 1991  (ISBN 2-207-30518-X) et 1999  (ISBN 2-207-24889-5)
- Thèbes aux cent portes, J'ai lu no 3227, 1992  (ISBN 2-277-23227-0)
- Le Nez de Cléopâtre, Denoël, coll. « Présences » no 14, 1994  (ISBN 2-207-24191-2); en 2000, Denoël, coll. « Présence du futur » no 621  (ISBN 2-207-25001-6); en 2001, Gallimard, coll. « Folio SF » no 70  (ISBN 2-07-042076-0)
- Les Éléphants d'Hannibal, Denoël, coll. « Présence du futur » no 573, 1996  (ISBN 2-207-30579-1); en 2001, Gallimard, coll. « Folio SF » no 63  (ISBN 2-07-041729-8)
- Chute dans le réel, Omnibus, 1996  (ISBN 2-258-04059-0) Omnibus regroupant 5 romans et 13 nouvelles
- Voyage au bout de l'esprit, Omnibus, 1998  (ISBN 2-258-04920-2) Omnibus regroupant 4 romans et 8 nouvelles
- Né avec les morts, Gallimard, coll. « Folio SF » no 250, 2006  (ISBN 2-07-030588-0)
- En un autre pays, Gallimard, coll. « Folio SF » no 264, 2006  (ISBN 2-07-030589-9)

#### Recueils des meilleures nouvelles de l'auteur
- Nouvelles au fil du temps (tome 1) : Le Chemin de la nuit (nouvelles de 1953 à 1970)
- Nouvelles au fil du temps (tome 2) : Les Jeux du Capricorne (nouvelles de 1970 à 1981)
- Nouvelles au fil du temps (tome 3) : Voile vers Byzance (nouvelles de 1981 à 1988)
- Nouvelles au fil du temps (tome 4) : Mon nom est Titan (nouvelles de 1988 à 1997)

### Nouvelles
- Un homme de talent, 1982 ((en) The Man with Talent, 1956)
- Voyage sans retour, 2002 ((en) One-Way Journey, 1957)
- L’Homme qui n’oubliait jamais, 1959 ((en) The Man Who Never Forgot, 1958)
- Voir l'homme invisible, 1964 ((en) To See the Invisible Man, 1963)
- Voisins, 1965 ((en) Neighbor, 1964)
- Le Sixième Palais, 1965 ((en) The Sixth Palace, 1965)
- Comme des mouches, publiée dans l'anthologie Dangereuses Visions (1967).
- L'Étoile noire, 1969 ((en) To the Dark Star, 1968)
- Passagers, 1973 ((en) Passengers, 1968)Prix Nebula de la meilleure nouvelle courte 1969
- Les Amours d'Ismaël, 1970 ((en) Ishmael in Love, 1970)
- Nous savons qui nous sommes, 1970 ((en) We know Who we are, 1970)
- Bonnes nouvelles du Vatican, 1978 ((en) Good News from the Vatican, 1971)
- Trips, 1976 ((en) Trips, 1974)
- L'Empereur de minuit (1981)
- Basileus (Basileus) - (1983)
- L'Étoile de fer (The Iron Star) - (1987)
- La Solution d'Asenion, 1993 ((en) The Asenion Solution, 1989)
- Tombouctou à l'heure du lion, 1994 ((en) Lion Time in Timbuctoo, 1990)